# Ponta do Castelo - Ilha de Sta. Maria
Ponta do Castelo - Ilha de Sta. Maria este o arie protejată (arie specială de conservare — SAC, sit de importanță comunitară — SCI) din Portugalia întinsă pe o suprafață de 316,6 ha, din care 57 % marine.

## Localizare
Centrul sitului Ponta do Castelo - Ilha de Sta. Maria este situat la coordonatele 36°55′47″N 25°23′00″W / 36.9297°N 25.3833°V.

## Înființare
Situl Ponta do Castelo - Ilha de Sta. Maria a fost declarat sit de importanță comunitară în mai 1997 pentru a proteja 5 specii de plante și 8 specii de animale. Situl a fost protejat și ca arie specială de conservare în iunie 2009.

## Biodiversitate
Situată în ecoregiunile  și marină macaroneziană, aria protejată conține 6 habitate naturale: Golfuri mici largi și golfuri puțin adânci, Vegetație anuală la limita mareei, Vegetație perenă pe țărmurile stâncoase, Faleze cu floră endemică de pe coastele macaroneziene, Pajiști macaroneziene cu vegetație endemică, Peșteri marine scufundate complet sau parțial.
La baza desemnării sitului se află mai multe specii protejate:
- plante (5): Azorina vidalii, Erica scoparia subsp. azorica, Lotus azoricus, Picconia azorica, Spergularia azorica
- păsări (6): stârc cenușiu (Ardea cinerea), pietruș (Arenaria interpres), Calidris alba, Calonectris diomedea, prundăraș de sărătură (Charadrius alexandrinus), Numenius phaeopus
- mamifere (1): delfin mare (Tursiops truncatus)
- reptile (1): Caretta caretta

Pe lângă speciile protejate, pe teritoriul sitului au mai fost identificate 14 specii de plante, 8 specii de păsări, 1 specie de mamifere, 12 specii de nevertebrate, 8 specii de pești.